# Rebase
Rebase är en ort i Estland. Den ligger i Kambja kommun och landskapet Tartumaa, i den sydöstra delen av landet, 180 km sydost om huvudstaden Tallinn. Rebase ligger 78 meter över havet och antalet invånare är 117.
Terrängen runt Rebase är platt, och sluttar norrut. Runt Rebase är det mycket glesbefolkat, med 7 invånare per kvadratkilometer. Närmaste större samhälle är Dorpat, 16,5 km norr om Rebase. I omgivningarna runt Rebase växer i huvudsak blandskog.